# Metoponrhis albirena
Metoponrhis albirena är en fjärilsart som beskrevs av Hugo Theodor Christoph 1887. Metoponrhis albirena ingår i släktet Metoponrhis och familjen nattflyn. Inga underarter finns listade i Catalogue of Life.